# Ai Hashimoto
Ai Hashimoto (橋本 愛?, Hashimoto Ai; Kumamoto, 12 gennaio 1996) è un'attrice e modella giapponese.

## Biografia
Ai Hashimoto fa il suo debutto nel mondo dello spettacolo nel 2008, dopo aver vinto il primo premio alla "HuaHua Audition", concorso annuale per giovani talenti patrocinato dalla Sony Music. Nel 2009 diventa la più giovane vincitrice del concorso organizzato dalla rivista Seventeen, diventando in seguito modella per la stessa. Successivamente ottiene il suo primo ruolo nel film del 2010 di Tetsuya Nakashima Confessions, mentre il suo primo ruolo da protagonista è in The Kirishima Thing del 2012, per il quale riceve il premio come migliore attrice emergente dalla Japanese Academy e dalla rivista cinematografica Kinema Junpo. Appare inoltre nel film Sadako 3D nel ruolo di Sadako e nel live action di Another, dove veste i panni di Mei Misaki.
Nel 2013 entra nel cast del dorama della NHK Ama-chan, mentre tra il 2014 e il 2015 recita nell'adattamento in due parti del romanzo Little Forest, diretto da Jun'ichi Mori. Nello stesso periodo appare nei due live action basati sul manga Kiseiju - L'ospite indesiderato, a fianco di Shōta Sometani.

## Filmografia

### Cinema
- Confessions (告白?, Kokuhaku), regia di Tetsuya Nakashima (2010)
- Control Tower (管制塔?, Kanseitō), regia di Takahiro Miki (2011)
- Avatar (アバター?, Abatā), regia di Atsushi Wada (2011)
- Ōki-ke no tanoshii ryokō - Shinkon jigoku-hen (大木家のたのしい旅行 新婚地獄篇?), regia di Ryūichi Honda (2011)
- Home - Itoshi no zashiki-warashi (HOME 愛しの座敷わらし?), regia di Seiji Izumi (2012)
- Sadako 3D (貞子3D?), regia di Tsutomu Hanabusa (2012)
- Blood-C: The Last Dark (劇場版 BLOOD-C The Last Dark?, Gekijō-ban Blood-C: The Last Dark), regia di Naoyoshi Shiotani (2012)
- Another (アナザー?, Anazā), regia di Takeshi Furusawa (2012)
- The Kirishima Thing (桐島、部活やめるってよ?, Kirishima, bukatsu yamerutte yo), regia di Daihachi Yoshida (2012)
- Bungo: Sasayakana yokubō (BUNGO〜ささやかな欲望〜?), episodio Sushi (鮨?), regia di Kōsai Sekine (2012)
- Tsunagu (ツナグ?), regia di Yūichirō Hirakawa (2012)
- Goodbye Debussy (さよならドビュッシー?, Sayonara Dobyusshī), regia di Gō Rijū (2013)
- Kuchizuke (くちづけ?), regia di Yukihiko Tsutsumi (2013)
- Ore wa mada honki dashitenai dake (俺はまだ本気出してないだけ?), regia di Yūichi Fukuda (2013)
- Otona drop (大人ドロップ?, Otona doroppu), regia di Ken Iizuka (2013)
- The World of Kanako (渇き。?, Kawaki.), regia di Tetsuya Nakashima (2014)
- Little Forest - Summer & Autumn (リトル・フォレスト 夏・秋?, Ritoru foresuto natsu aki), regia di Jun'ichi Mori (2014)
- Kiseijū (寄生獣?), regia di Takashi Yamazaki (2014)
- Wonderful World End (ワンダフルワールドエンド?, Wandafuru wārudo endo), regia di Daigo Matsui (2014)
- Little Forest - Winter & Spring (リトル・フォレスト 冬・春?, Ritoru foresuto fuyu haru), regia di Jun'ichi Mori (2015)
- Kiseijū - Kanketsu-hen (寄生獣 完結編?), regia di Takashi Yamazaki (2015)

### Televisione
- Hard nuts! (ハードナッツ!?, Hādo nattsu!) (NHK, 2013)
- Ama-chan (あまちゃん?) (NHK, 2013)
- Makanai – serie TV (2023)

## Riconoscimenti
- Yokohama Film Festival
  - 2012 – Migliore attrice emergente per The Kirishima Thing[11]
- Tama Film Awards
  - 2012 – Migliore attrice emergente per The Kirishima Thing[12]
- Awards of the Japanese Academy
  - 2013 – Miglior esordiente per The Kirishima Thing[5]

## Doppiatrici italiane
Nelle versioni in italiano delle opere in cui ha recitato, Ai Hashimoto è stata doppiata da:
- Veronica Puccio in Confessions